# Phoebe Killdeer
Phoebe Killdeer, est une chanteuse australienne née à Antibes en 1977.

## Biographie
Phoebe Killdeer naît à Antibes de parents australiens. Elle passe son enfance en France, son adolescence en Angleterre et se passionne pour la musique de Tom Waits. À l'âge de 17 ans, elle part un an au Zimbabwe où l'écoute du hip-hop lui donne envie d'écrire ses propres textes. À son retour à Londres, elle se lance dans le chant, passant du hip hop à la soul, tout en travaillant comme ingénieur du son dans différents clubs londoniens.
Elle forme en 2001 le duo True Stories avec Nick Phillips puis collabore en 2003 à l’album Kish Kash de Basement Jaxx sur la chanson Tonight. En 2005, elle envoie une maquette à Marc Collin, cofondateur du projet musical Nouvelle Vague, qui l'engage pour participer à l'enregistrement de Bande à part, le deuxième album du projet. Elle interprète quatre titres de cet album, qui sort en 2006, et participe à la tournée qui suit, se faisant remarquer par son énergie et son charisme sur scène.
Elle décide ensuite d'enregistrer son propre album, que Marc Collin lui propose de produire, et crée le groupe Phoebe Killdeer & the Short Straws avec les musiciens Cédric Le Roux (guitare), Alexandre Maillard (basse et piano) et Raphaël Séguinier (batterie). En 2007, elle signe un contrat avec le label The Perfect Kiss et le premier album du groupe, Weather’s Coming, sort le 17 mars 2008. La tournée qui suit confirme son talent pour la scène. En 2010, elle participe à l'album Femina de The Legendary Tigerman sur la chanson And Then Came the Pain. Le deuxième album de Phoebe Killdeer & the Short Straws, Innerquake, sort le 26 septembre 2011. En 2012, la chanteuse collabore à l'album Foule monstre d'Eiffel sur le titre Chaos of Myself et assure la première partie de certains concerts de la tournée française du groupe.
La musique de Phoebe Killdeer & the Short Straws se caractérise par un rock très influencé par le blues et la musique des années 1970 (Tom Waits, Nick Cave), avec aussi des touches d'autres genres musicaux très divers, ainsi que par le chant jazzy de Phoebe Killdeer. Les morceaux sont joués sur scène avec beaucoup d'énergie par rapport à leur version enregistré en studio,.
À Berlin elle débute un nouveau projet avec The Shift.